# Índice da Maldade
O Índice da Maldade é um programa de televisão americano sobre investigação forense do canal Discovery Channel, estrelado pelo psiquiatra forense Michael Stone, da Universidade de Columbia. No programa, Stone classifica assassinos famosos em seu índice da maldade, que ele criou para ajudar a ciência à entender e prevenir esse tipo de comportamento.
O programa apresenta perfis de vários assassinos, serial killers e psicopatas. Stone pesquisou centenas de assassinos, seus métodos e motivos para desenvolver sua hierarquia do mal. A escala varia do nível 1: "Pessoas normais que matam apenas em legítima defesa", até o nível 22: "Psicopatas assassinos e torturadores em série", que representa o máximo que a  perversidade humana pode chegar.  Neurologistas,  psicólogos e psiquiatras forenses são entrevistados para tentar examinar e traçar um perfil das mentes de assassinos notórios. Reconstituições dos eventos são apresentadas junto com imagens de noticiários, evidências e depoimentos dos habitantes locais de onde ocorreram os crimes. Fatores neurológicos, ambientais e  genéticos são examinados para ajudar a determinar o que motiva uma pessoa a cometer o mal. Contexto histórico e premeditação são considerados ao classificar uma pessoa no índice da maldade. O show indiretamente lida com os conceitos de moralidade e ética. O índice também pode ser aplicado a gatos e outros animais domésticos.

## O Índice
1. Matam em legítima defesa e não apresentam sinais de psicopatia. (Pessoas normais)
2. Amantes ciumentos que cometeram assassinato, mas que apesar de egocêntricos ou imaturos, não são psicopatas. (Crime passional)
3. Cúmplices voluntários de assassinos: Personalidade esquizóide, impulsiva e com traços anti-sociais.
4. Matam em legítima defesa, porém provocaram a vítima ao extremo para que isso ocorresse.
5. Pessoas desesperadas e traumatizadas que cometeram assassinato, mas que demonstram remorso genuíno em certos casos e não apresentam traços significantes de psicopatia.
6. Assassinos que matam em momentos de raiva, por impulso e sem nenhuma ou pouca premeditação.
7. Assassinos extremamente narcisistas, mas não especificamente psicopatas, que matam pessoas próximas a ele.
8. Assassinos não-psicopatas, com uma profunda raiva guardada, e que matam em acessos de fúria.
9. Amantes ciumentos com traços claros de psicopatia.
10. Assassinos não-psicopatas que matam pessoas "em seu caminho", como testemunhas - egocêntrico, mas não claramente psicopata.
11. Assassinos psicopatas que matam pessoas "em seu caminho".
12. Psicopatas com sede de poder que matam quando estão encurralados.
13. Psicopatas de personalidade bizarra e violenta, e que matam em acessos de fúria.
14. Psicopatas cruéis e autocentrados que montam esquemas e matam para se beneficiarem.
15. Psicopatas que cometem matanças desenfreadas ou múltiplos assassinatos em uma mesma ocasião.
16. Psicopatas que cometem múltiplos atos de violência, com atos repetidos de extrema violência.
17. Psicopatas sexualmente perversos e assassinos em série: o estupro é a principal motivação, e a vítima é morta para esconder evidências.
18. Psicopatas assassinos-torturadores, onde o assassinato é a principal motivação, e a vítima é morta após sofrer tortura não prolongada.
19. Psicopatas que fazem terrorismo, subjugação, intimidação e estupro, mas sem assassinato.
20. Psicopatas assassinos-torturadores, onde a tortura é a principal motivação, mas em personalidades psicóticas.
21. Psicopatas que torturam até o limite, mas não cometem assassinatos.
22. Psicopatas assassinos-torturadores, onde a tortura é a principal motivação (na maior parte dos casos, o crime tem uma motivação sexual, mesmo que inconsciente).

## 1° Temporada (2006)
| # | Data que foi ao ar | Título do episódio        | Criminosos analisados |
| - | ------------------ | ------------------------- | --- |
| 1 | July 13, 2006      | Assassinos mentirosos     | Susan Smith 10, John List 14, Nathaniel Bar-Jonah 18, Dennis Rader 22                                                                           |
| 2 | July 20, 2006      | Assassinos à sangue frio  | Ted Bundy 17, John Wayne Gacy 22, Gary Ridgway 18, Tommy Lynn Sells 22                                                                          |
| 3 | July 27, 2006      | Mulheres                  | Marybeth Tinning 7, Susan Smith 10, Gwendolyn Graham and Cathy Wood 16, Aileen Wuornos 17, Theresa Knorr 22                                     |
| 4 | August 10, 2006    | Parceiros de crime        | Charles Ng 22 and Leonard Lake 22, Paul Bernardo 22 and Karla Homolka 16, Ian Brady 22 and Myra Hindley 16, David Parker Ray 22 and Cyndy Hendy |
| 5 | August 17, 2006    | Assassinos psicóticos     | Ed Gein 13, Gary Heidnik 22, Arthur Shawcross 17                                                                                                |
| 6 | August 24, 2006    | Desejos Doentios          | Jerry Brudos 18, Jeffrey Dahmer 22, David Parker Ray 22, Westley Allan Dodd 22                                                                  |
| 7 | August 31, 2006    | Ciência de um assassinato | Charles Whitman 8, Arthur Shawcross 17, Ed Gein 13, Gary Heidnik 22, Ted Bundy 17                                                               |
| 8 | September 7, 2006  | Muito próximos            | Nathaniel Bar-Jonah 18, Cathy Wood 16, Cindy Hendy, Westley Allan Dodd 22, Tommy Lynn Sells 22, Leonard Lake 22                                 |

## 2° Temporada (2007)
| #  | Data que foi ao ar | Título do episódio              | Criminosos analisados |
| -- | ------------------ | ------------------------------- | --- |
| 1  | August 12, 2007    | Invejosos                       | Samuel Collins 2, Clara L. Harris 7, Andrew Cunanan 15, Agustin Garcia, Ira Einhorn, Jean Harris, Brynn Hartman                          |
| 2  | August 19, 2007    | Perseguidores                   | Richard Farley 14, Robert John Bardo 6, Mark Chapman 7, Gerald Atkins 16                                                                 |
| 3  | August 26, 2007    | Delirantes                      | Herbert Mullin 13, Diana Dial 7, Eric Beishline 16                                                                                       |
| 4  | September 2, 2007  | Casos não solucionados          | O assassino do battom (possivelmente William Heirens) 18, A Dália Negra (possivelmente George Hodel) 22, Os assassinos de James McVey 16 |
| 5  | September 9, 2007  | Adeptos de cultos               | Ron Luff 9, Jeff Lundgren 22, Charles Manson 15, Charles "Tex" Watson 15, Jim Jones 22                                                   |
| 6  | September 16, 2007 | Assassinos que cometem chacinas | Martin Bryant 13, Charles Whitman 8, Charles Starkweather 15, Andrew Cunanan 15, Yusef Rahman 13, Seung-Hui Cho                          |
| 7  | September 23, 2007 | Assassinos que buscam atenção   | David Berkowitz 17, Terry Driver 16, Keith Jesperson 18                                                                                  |
| 8  | September 30, 2007 | Assassinos geniais              | Edmund Kemper 22, Ted Bundy 17, H. H. Holmes 22, Theodore Kaczynski 16                                                                   |
| 9  | October 7, 2007    | Vingança                        | Coy Wayne Wesbrook 6, Archie McCafferty 15, Patty Bieber                                                                                 |
| 10 | October 14, 2007   | Líderes de cultos               | Shoko Asahara 16, Adolfo Constanzo 22, Charles Manson 15, Jim Jones 22                                                                   |

## 3° Temporada (2008)
| #  | Data que foi ao ar | Título do episódio      | Criminosos analisados |
| -- | ------------------ | ----------------------- | --- |
| 1  | January 31, 2008   | A Família Manson        | Charles Manson 15, Susan Atkins 15, Tex Watson 15, Leslie Van Houten 3, Patricia Krenwinkel 15                                                                                           |
| 2  | February 7, 2008   | Super delirantes        | Michael Owen Perry 7, Joseph Kallinger 20, Leonard Lake 22, Diana Dial 7, Colin Ferguson 15, Michael McDermott 15                                                                        |
| 3  | February 14, 2008  | Calculistas             | Diane Downs 14, Michael Swango 16, John Edward Robinson 22, Martha Ann Johnson 5 |
| 4  | February 21, 2008  | Vampiros e canibais     | Armin Meiwes 7, Andrei Chikatilo 22, Richard Chase 17, Rod Ferrell 10, Jeffrey Dahmer 22                                                                                                 |
| 5  | February 28, 2008  | Mulheres assassinas     | Dorothea Puente 15, Judy Neelley 22, Betty Broderick 9, Natasha Pulliam 13 |
| 6  | March 6, 2008      | Redenção                | Billy Wayne Sinclair 6, Karla Faye Tucker 13, Archie McCafferty 15, Daniel Nieto 6 |
| 7  | March 13, 2008     | Gangues                 | Richard Kuklinski 22, Philadelphia Poison Ring 14, Ismael Cisneros 11, Joseph Salcedo, Ervil LeBaron 12                                                                                  |
| 8  | March 20, 2008     | A mente de um assassino | Samuel Collins 2, Clara L. Harris 7, Diane Downs 14, David Berkowitz 17, Richard Chase 17, Edmund Kemper 22, Susan Atkins 15, Tex Watson 15, Leslie Van Houten 3, Patricia Krenwinkel 15 |
| 9  | March 27, 2008     | Face à face             | Coy Wayne Wesbrook 6, Ron Luff 9, Diana Dial 7, Daniel Nieto 6 |
| 10 | April 7, 2008      | Assassinos em fuga      | Andrew Cunanan 15, Keith Jesperson 18, A Dália Negra 22 |

## O Índice da Maldade e os criminosos analisados
| Categoria | Criminosos |
| --------- | --- |
| 2         | Samuel Collins |
| 3         | Leslie Van Houten |
| 5         | Martha Ann Johnson |
| 6         | Robert John Bardo, Coy Wayne Wesbrook, Billy Wayne Sinclair, Daniel Nieto. |
| 7         | Marybeth Tinning, Clara L. Harris, Mark Chapman, Diana Dial, Michael Owen Perry, Armin Meiwes. |
| 8         | Charles Whitman |
| 9         | Ron Luff, Betty Broderick. |
| 10        | Susan Smith, Rod Ferrell. |
| 11        | Ismael Cisneros. |
| 12        | Joseph Salcedo, Ervil LeBaron. |
| 13        | Ed Gein, Herbert Mullin, Martin Bryant, Yusef Rahman, Natasha Pulliam, Karla Faye Tucker. |
| 14        | John List, Richard Farley, Diane Downs. |
| 15        | Andal Ampatuan, Jr., Andrew Cunanan, Charles Manson, Charles Starkweather, Archie McCafferty, Susan Atkins, Tex Watson, Patricia Krenwinkel, Colin Ferguson, Michael McDermott, Dorothea Puente. |
| 16        | Gwendolyn Graham, Cathy Wood, Karla Homolka, Myra Hindley, Gerald Atkins, Eric Beishline, James McVey, Terry Driver, Theodore Kaczynski, Shoko Asahara, Michael Swango. |
| 17        | Ted Bundy, Aileen Wuornos, Arthur Shawcross, David Berkowitz, Richard Chase. |
| 18        | Nathan Bar-Jonah, Gary Ridgway, Jerry Brudos, William Heirens, Keith Jesperson. |
| 20        | Joseph Kallinger |
| 22        | Robert Berdella, Rodney Alcala, Lawrence Bittaker and Roy Norris, William Bonin, Maury Travis, Mike DeBardeleben, Steven Brian Pennell, Roy DeMeo, Randy Kraft, Harry Powers, Albert Fish, Tommy Lynn Sells, John Wayne Gacy, Dennis Rader, Theresa Knorr, Charles Ng, Leonard Lake, Paul Bernardo, Ian Brady, Gary Heidnik, Jeffrey Dahmer, David Parker Ray, Westley Allan Dodd, George Hodel, Jeff Lundgren, Jim Jones, Edmund Kemper, H. H. Holmes, Adolfo Constanzo, John Edward Robinson, Andrei Chikatilo, Judy Neelley, Richard Kuklinski, Joseph Mengele, Joseph E. Duncan III, Gerard John Schaefer, Daniel Conahan, Dean Corll, Jack Owen Spillman, Ronald Gene Simmons, David Elliot Penton, Robert Ben Rhoades, John Ray Weber, John Justin Bunting, Donald Gaskins, David Stephen Middleton, DeVernon LeGrand, Jesse Pomeroy, Futoshi Matsunaga, Fred West, Carl Eugene Watts, Richard Ramirez, Luis Garavito, Gordon Northcott, Richard Cottingham, David Edward Maust, Christopher Wilder, Dayton Leroy Rogers, John Norman Collins, Herb Baumeister. |